# Tephrodornis
Tephrodornis Swainson, 1832 è un genere di uccelli della famiglia Vangidae.

## Distribuzione e habitat
Il genere è diffuso nel subcontinente indiano, nel sud-est asiatico e nel sud della Cina.

## Tassonomia
Il genere Tephrodornis veniva in passato inquadrato tra i Campefagidi. Studi di sequenziamento del DNA hanno rivelato affinità con il genere Hemipus (ex Campephagidae) e con il genere Philentoma (ex Monarchidae); i tre generi, temporaneamente segregati nella famiglia Tephrodornitidae Moyle et al., 2006, sono stati recentemente inclusi nella famiglia Vangidae.
Comprende le seguenti specie:
- Tephrodornis virgatus (Temminck, 1824) -  averla boschereccia maggiore
- Tephrodornis sylvicola Jerdon, 1839 -  averla boschereccia del Malabar
- Tephrodornis pondicerianus (J.F.Gmelin, 1789) -  averla boschereccia comune
- Tephrodornis affinis Blyth, 1847 - averla boschereccia di Sri Lanka